# Schlacht von Xiaoting
Sishui-Pass – Hulao-Pass – Jieqiao – Guandu – Changban – Chibi – Tong-Tor – Hefei – Dingjun – Fancheng – Xiaoting – Südliche Kampagne – Shiting – Jieting – Nördliche Expeditionen – Wu-Zhang-Ebene
Die Schlacht von Xiaoting, auch bekannt als Schlacht von Yiling, stellte die einzige Konfrontation zwischen Shu und Wu zur Zeit der Drei Reiche dar. Sie ergab für keinen der Kontrahenten einen taktischen Vor- oder Nachteil und in der Folge versöhnten sich die beiden Mächte wieder.

## Motivation
Die Armee von Wu hatte im Jahre 219 in einer einzigartigen Koalition mit Cao Cao von Wei die Jing-Provinz wieder an sich gerissen, die Sun Quan im Jahre 208 Liu Bei als Ausgangsbasis zur Verfügung gestellt hatte. Dem Wu-General Lu Meng war es gelungen, den legendären Shu-General Guan Yu und seinen Sohn Guan Ping festzunehmen und hinzurichten. Der Feldzug war von Sima Yi und Lu Xun geplant worden. Der Tod seines Schwurbruders erzürnte Liu Bei.
Im Jahre 220 starb Cao Cao und sein Sohn Cao Pi zwang den Han-Kaiser Xian kurz darauf, zu seinen Gunsten abzudanken. Er gründete die Wei-Dynastie und nannte sich fortan Kaiser von China. Liu Bei, ein Mitglied des Kaiserhauses, nahm diesen Affront bitter auf und erklärte in seinem Namen ein Jahr darauf die Wiedererrichtung des Kaiserhauses unter dem Namen Shu Han. Noch ein Jahr später behauptete Sun Quan seine Unabhängigkeit, indem er sich zum Kaiser von Wu ausrief. Dies hielt Liu Bei für eine Beleidigung des Han-Erbes und seiner Person. Er beschloss darum, Sun Quan in einem Feldzug zu unterwerfen.

## Vorbereitung
Nach Luo Guanzhongs Roman Geschichte der Drei Reiche führte Liu Bei jeden kriegsverwendungsfähigen Mann seines Machtbereiches in die Schlacht, eine Zahl von 750.000 Mann, die jedoch als frei erfunden angesehen werden kann. Einige Tage vor der Mobilmachung der Shu-Armee wurde Zhang Fei, Liu Beis zweiter Schwurbruder, von seinen eigenen Soldaten erschlagen, die er im Trunk ungerecht behandelt hatte. Diese Tat schürte den Zorn in Liu Bei, so dass er auch gegen Zhuge Liangs Rat in die Schlacht zog. Auch der verdiente General Zhao Yun weigerte sich, an der Schlacht teilzunehmen und blieb mit Zhuge Liang zurück.

## Verlauf
Zu Beginn gelangen Liu Bei einige Siege, so dass er bis ins Zentrum von Wu vorstoßen konnte. Dadurch wurden die Versorgungsstrecken nach Cheng Du immer länger, wodurch der Vormarsch von Liu Bei gehemmt wurde. Die Shu-Armee bestand größtenteils aus Infanterie und war so den Marinesoldaten von Wu in den Bergen überlegen. Im inneren Wu dagegen wurde das Land flacher, was Wus Kavallerie und Flotte in eine günstige Position gegenüber der erschöpften Shu-Armee versetzte.
In der Schlacht von Yiling hatte Lu Xun das Kommando über die Streitkräfte von Wu. Die Wu-Armee wich einem Kampf in den Bergen aus und verbarrikadierte sich in den Befestigungsanlagen im Flachland. Die Shu-Armee konnte deshalb auf der Ebene keinen Boden gewinnen und ihre Vorräte wurden knapp. Zusätzlich machte der in diesen Breiten heiße Sommer den Soldaten zu schaffen. Lu Xun lagerte seine Armee in Flusstälern und Wäldern, wo die Versorgung durch die Vegetation begünstigt wurde, während Liu Beis Armee in der Ebene der Hitze preisgegeben war.
Lu Xun erwies sich als brillanter Stratege. Er gab Liu Beis Herausforderungen und Neckereien nicht nach und blieb hinter den Befestigungen. Schließlich wurde die Hitze für Liu Beis Armee so unerträglich, dass Liu Bei gegen Ma Liangs Rat seine Armee in den schattigen Wald verlagerte. Dort wurde er von Lu Xuns Bogenschützen überfallen, die Liu Beis Lager mit Brandpfeilen angriffen. Durch die Hitze geriet der Wald in Flammen und zwang Liu Bei zur eiligen Flucht. Nur knapp kam Liu Bei mit dem Leben davon und weniger als Tausend kehrten mit ihm nach Bai Di Cheng (Weißes Schloss) zurück.
Die Schlacht von Yiling wurde vielen Shu-Kriegern zum Verhängnis. Liu Bei selbst erkrankte von den übermenschlichen Anstrengungen des Feldzugs und starb im Jahr darauf. Ma Liang geriet im brennenden Wald in eine Falle und fiel.

## Ergebnis
Wus Vormachtstellung im südöstlichen China hatte sich durch den Sieg bei Yiling bestätigt. Shu dagegen hatte seinen Kaiser und sehr viele Krieger verloren. Zhuge Liang diente Liu Beis jungem Sohn und Nachfolger, Liu Shan, als Regent. Im Einvernehmen mit dem Wu-Minister Zhuge Jin, seinem Bruder, stellte er das alte Bündnis der beiden Mächte wieder her.